# آلبرت جی. براون
آلبرت جی. براون (به انگلیسی: Albert G. Brown) سناتور سابق عضو حزب دموکرات ایالات متحده آمریکا بود. وی در سال ۱۸۵۴ تا ۱۸۶۱ میلادی سناتور ایالت میسیسیپی در سنای ایالات متحده آمریکا بود.